# Юрьевка (Ульяновск)
Юрьевка — упразднённое село, находившееся на территории Заволжского района города Ульяновск, существовало до 1976 года.

## География
Село находилось на северной окраине Заволжского района Ульяновска, на левом берегу реки Волга, рядом с селом Алексеевка, ныне урочище Юрьевка.

## История
Село возникло в первой половине XIX века.
На 1859 год деревня Юрьевка, при безъименном озере, во 2-м стане Ставропольского уезда.
На 1900 год в деревне Юрьевка, на пруде, имелась ветряная мельница, земская школа (1898).
На 1910 год в деревне Юрьевка, на пруде, имелось: земская школа и две ветряные мельницы.
В 1918 году село Юрьевка стала административным центром Юрьевского сельсовета.
В 1929 году село Юрьевка вошло в Алексеевский сельсовет, в который также входили: с. Алексеевка, п. Лебяжий, с. Петровка II, с. Юрьевка.
В 1931 году в селе образовали колхоз «Власть Советов».
В 1955 году село Юрьевка вошло в состав Алексеевского сельсовета, в который входили: с. Алексеевка, п. Ленинский и с. Юрьевка.
В 1976 году, ввиду строительства УАПК, село было передано Заволжскому району Ульяновска, под постройку жилого фонда. Снесено в 1980-х годах.
Административно-территориальная принадлежность
До 1851 года деревня находилась в составе Симбирского уезда Симбирской губернии.
С 1860 года — в составе Архангельской волости Ставропольского уезда Самарской губернии.
С 1919 года, ввиду разукрупнения Ставропольского уезда, деревня вошла в состав новообразованного Мелекесского уезда.
6 января 1926 года — в Чердаклинской волости Мелекесского уезда Самарской губернии.
С 14 мая 1928 году — в Мелекесском районе Ульяновского округа Средне-Волжской области.
С 29 октября 1929 года — в Алексеевском сельсовете Чердаклинского района Средне-Волжского края, с 30 июля 1930 года — Куйбышевского края и с 1936 года — Куйбышевской области, с 19 января 1943 года — Чердаклинского района Ульяновской области.
С 1972 года — в Мирновском сельсовете.
С 1976 года — в Заволжском районе Ульяновска.

## Население
- На 1859 год в деревне Юрьевка в 53 дворах жило: 184 муж. и 181 жен.[3];
- На 1889 год в деревне Юрьевка в 85 дворах жило 605 жителя[4];
- На 1900 год в деревне в 90 дворах жило: 219 муж. и 266 жен. (485)[5];
- На 1910 год в деревне в 124 дворах жило: 313 муж. и 359 жен.[1];
- На 1928 год в селе Юрьевка в 142 дворах жило: 358 муж. и 376 жен. (734 чел.)[6];
- На 1930 год в селе Юрьевка в 171 дворе жило 757 жителя[2];

## Известные уроженцы
- Фадеев Михаил Николаевич (1891—1938) — священник Богоявленского храма в Старой Майне и Воскресенско-Германовского храма в Ульяновске, родился в селе[7].